# Lista de cidades do Kansas

Localização do Kansas nos Estados Unidos.

O Kansas é um estado da região centro-oeste dos Estados Unidos. De acordo com o Censo dos Estados Unidos de 2010, o Kansas é o 34º estado mais populoso com 2.853.132 habitantes, e o 13º maior por área de terra que mede cerca de 211,754.1 km². O estado do Kansas é dividido em 105 condados e contém 627 municípios incorporados consistindo em cidades.
Abaixo está uma lista com as principais cidades do Kansas.

## A
| - Abbyville - Abilene - Admire - Agenda - Agra - Albert - Alden - Alexander - Allen | - Alma - Almena - Altamont - Alta Vista - Alton - Altoona - Americus - Andale - Andover | - Anthony - Arcadia - Argonia - Arkansas City - Arlington - Arma - Ashland - Assaria - Atchison | - Athol - Atlanta - Attica - Atwood - Auburn - Augusta - Aurora - Axtell |

## B
| - Baldwin City - Barnard - Barnes - Bartlett - Basehor - Bassett - Baxter Springs - Bazine - Beattie - Bel Aire - Belle Plaine - Belleville | - Beloit - Belpre - Belvue - Benedict - Bennington - Bentley - Benton - Bern - Beverly - Bird City - Bison - Blue Mound | - Blue Rapids - Bluff City - Bogue - Bonner Springs - Brewster - Bronson - Brookville - Brownell - Bucklin - Buffalo - Buhler - Bunker Hill | - Burden - Burdett - Burlingame - Burlington - Burns - Burr Oak - Burrton - Bushong - Bushton - Byers |

## C
| - Caldwell - Cambridge - Caney - Canton - Carbondale - Carlton - Cassoday - Cawker City - Cedar - Cedar Point - Cedar Vale - Centralia - Chanute | - Chapman - Chase - Chautauqua - Cheney - Cherokee - Cherryvale - Chetopa - Cimarron - Circleville - Claflin - Clay Center - Clayton - Clearwater | - Clifton - Climax - Clyde - Coats - Coffeyville - Colby - Coldwater - Collyer - Colony - Columbus - Colwich - Concordia - Conway Springs | - Coolidge - Copeland - Corning - Cottonwood Falls - Council Grove - Courtland - Coyville - Cuba - Cullison - Culver - Cunningham |

## D
| - Damar - Danville - Dearing - Deerfield - Delia | - Delphos - Denison - Denton - Derby - De Soto | - Dexter - Dighton - Dodge City - Dorrance - Douglass | - Downs - Dresden - Dunlap - Durham - Dwight |

## E
| - Earlton - Eastborough - Easton - Edgerton - Edmond - Edna - Edwardsville - Effingham | - Elbing - El Dorado - Elgin - Elk City - Elk Falls - Elkhart - Ellinwood - Ellis | - Ellsworth - Elmdale - Elsmore - Elwood - Emmett - Emporia - Englewood - Ensign | - Enterprise - Erie - Esbon - Eskridge - Eudora - Eureka - Everest |

## F
| - Fairview - Fairway - Fall River - Florence | - Fontana - Ford - Formoso - Fort Scott | - Fowler - Frankfort - Frederick - Fredonia | - Freeport - Frontenac - Fulton |

## G
| - Galatia - Galena - Galesburg - Galva - Garden City - Garden Plain - Gardner - Garfield - Garnett | - Gas - Gaylord - Gem - Geneseo - Geuda Springs - Girard - Glade - Glasco - Glen Elder | - Goddard - Goessel - Goff - Goodland - Gorham - Gove City - Grainfield - Grandview Plaza - Great Bend | - Greeley - Green - Greenleaf - Greensburg - Grenola - Gridley - Grinnell - Gypsum |

## H
| - Haddam - Halstead - Hamilton - Hamlin - Hanover - Hanston - Hardtner - Harper - Hartford - Harveyville - Havana | - Haven - Havensville - Haviland - Hays - Haysville - Hazelton - Hepler - Herington - Herndon - Hesston - Hiawatha | - Highland - Hill City - Hillsboro - Hoisington - Holcomb - Hollenberg - Holton - Holyrood - Hope - Horace - Horton | - Howard - Hoxie - Hoyt - Hudson - Hugoton - Humboldt - Hunnewell - Hunter - Huron - Hutchinson |

## I
| - Independence - Ingalls - Inman | - Iola - Isabel - Iuka |

## J
| - Jamestown - Jennings - Jetmore | - Jewell - Johnson City - Junction City |

## K
| - Kanopolis - Kanorado - Kansas City | - Kechi - Kensington - Kill Creek | - Kincaid - Kingman - Kinsley | - Kiowa - Kirwin - Kismet |

## L
| - Labette - La Crosse - La Cygne - La Harpe - Lake Quivira - Lakin - Lancaster - Lane - Langdon - Lansing - Larned - Latham - Latimer | - Lawrence - Leavenworth - Leawood - Lebanon - Lebo - Lecompton - Lehigh - Lenexa - Lenora - Leon - Leona - Leonardville - Leoti | - Le Roy - Lewis - Liberal - Liberty - Liebenthal - Lincoln Center - Lincolnville - Lindsborg - Linn - Linn Valley - Linwood - Little River - Logan | - Lone Elm - Longford - Long Island - Longton - Lorraine - Lost Springs - Louisburg - Louisville - Lucas - Luray - Lyndon - Lyons |

## M
| - McCracken - McCune - McDonald - McFarland - Macksville - McLouth - McPherson - Madison - Mahaska - Maize - Manchester - Manhattan - Mankato - Manter | - Maple Hill - Mapleton - Marion - Marquette - Marysville - Matfield Green - Mayetta - Mayfield - Meade - Medicine Lodge - Melvern - Menlo - Meriden - Merriam | - Milan - Mildred - Milford - Miltonvale - Minneapolis - Minneola - Mission - Mission Hills - Mission Woods - Moline - Montezuma - Moran - Morganville - Morland | - Morrill - Morrowville - Moscow - Mound City - Moundridge - Mound Valley - Mount Hope - Mulberry - Mullinville - Mulvane - Munden - Muscotah |

## N
| - Narka - Nashville - Natoma - Neodesha - Neosho Falls | - Neosho Rapids - Ness City - Netawaka - New Albany - New Cambria | - New Strawn - Newton - Nickerson - Niotaze - Norcatur | - North Newton - Norton - Nortonville - Norwich |

## O
| - Oak Hill - Oakley - Oberlin - Offerle - Ogden - Oketo | - Olathe - Olivet - Olmitz - Olpe - Olsburg - Onaga | - Oneida - Osage City - Osawatomie - Osborne - Oskaloosa - Oswego | - Otis - Ottawa - Overbrook - Overland Park - Oxford - Ozawkie |

## P
| - Palco - Palmer - Paola - Paradise - Park - Park City - Parker - Parkerfield - Parkerville | - Parsons - Partridge - Pawnee Rock - Paxico - Peabody - Penalosa - Perry - Peru - Phillipsburg | - Pittsburg - Plains - Plainville - Pleasanton - Plevna - Pomona - Portis - Potwin - Powhattan | - Prairie View - Prairie Village - Pratt - Prescott - Preston - Pretty Prairie - Princeton - Protection |

## Q
- Quenemo
- Quinter

## R
| - Radium - Ramona - Randall - Randolph - Ransom - Rantoul - Raymond | - Reading - Redfield - Republic - Reserve - Rexford - Richfield - Richmond | - Riley - Robinson - Roeland Park - Rolla - Rose Hill - Roseland - Rossville | - Rozel - Rush Center - Russell - Russell Springs |

## S
| - Sabetha - St. Francis - St. George - St. John - St. Marys - St. Paul - Salina - Satanta - Savonburg - Sawyer - Scammon - Scandia - Schoenchen | - Scott City - Scottsville - Scranton - Sedan - Sedgwick - Selden - Seneca - Severance - Severy - Seward - Sharon - Sharon Springs - Shawnee | - Silver Lake - Simpson - Smith Center - Smolan - Soldier - Solomon - South Haven - South Hutchinson - Spearville - Speed - Spivey - Spring Hill - Stafford | - Stark - Sterling - Stockton - Strong City - Sublette - Summerfield - Sun City - Susank - Sylvan Grove - Sylvia - Syracuse |

## T
| - Tampa - Tescott - Thayer - Timken | - Tipton - Tonganoxie - Topeka - Toronto | - Towanda - Treece - Tribune - Troy | - Turon - Tyro |

## U
- Udall
- Ulysses
- Uniontown
- Utica

## V
| - Valley Center - Valley Falls - Vermillion - Victoria | - Vining - Viola - Virgil |

## W
| - WaKeeney - Wakefield - Waldo - Waldron - Wallace - Walnut - Walton - Wamego - Washington - Waterville - Wathena | - Waverly - Webber - Weir - Wellington - Wellsville - West Mineral - Westmoreland - Westphalia - Westwood - Westwood Hills - Wetmore | - Wheaton - White City - White Cloud - Whitewater - Whiting - Wichita - Willard - Williamsburg - Willis - Willowbrook - Wilmore | - Wilsey - Wilson - Winchester - Windom - Winfield - Winona - Woodbine - Woodston |

## Y
- Yates Center

## Z
- Zenda
- Zurich